# Kyrie Irving
Kyrie Andrew Irving (Melbourne, Victoria, Australija, 23. ožujka 1992.) je američki profesionalni košarkaš koji trenutno igra za Dallas Mavericks u ligi National Basketball Association (NBA). Igrao je na poziciji organizatora igre za sveučilište Duke prije nego što je odabran kao prvi izbor Drafta, 2011. godine. Odmah u prvoj sezoni je osvojio nagradu NBA Novak godine.

## Raniji život
Kyrie Andrew Irving je rođen 23. ožujka 1992. godine u Melbourneu, Victoriji, Australiji. Tamo je njegov otac Drederick Irving igrao profesionalnu košarku za Bulleen Boomerse. Kyrie je živio u Australiji prije nego što se preselio u Sjedinjene Američke Države kada je imao dvije godine. On ima dvojno državljanstvo, u Sjedinjenim Američkim Državama i Australiji. Njegova majka Elizabeth preminula je od bolesti kada je on imao četiri godine. Kasnije je odgajan od strane oca uz pomoć svojih teta. Odrastao je u West Orangeu, New Jerseyju, te je bio obožavatelj momčadi New Jersey Nets. Otac ga je zajedno sa sestrom odveo u Continental Airlines Arenu tijekom NBA finala 2003. godine. Ima dvojno državljanstvo, američko i australsko.

## Ranija karijera

### Srednja škola
Kyrie Irving je prvu i drugu godinu igrao za akademiju Montclair Kimberley gdje je imao prosjek od 26,5 poena, 10,3 asistencija, 4,8 skokova i 3,6 ukradenih lopti po utakmici, te je postao drugi igrač škole koji je postigao 1000 koševa. Nakon toga je prebačen u srednju školu St. Patrick. Dok je bio u St. Patricku, igrao je zajedno s Michaelom Kidd-Gilchristom koji se naširoko smatrao jednim od najboljih igrača 2011. godine. U siječnju 2010. godine Irving je izabran za Junior National Select Team. Momčad je 10. travnja igrala na Nike Hoop Summitu u Rose Gardenu u Portlandu, Oregonu. Irving je također 2010. godine izabran za igru na natjecanjima McDonald's All-American Boys Game i na Jordan Brand Classic gdje je imenovan za najkorisnijeg igrača zajedno s Harrisonom Barnesom. U lipnju iste godine bio je dio američke momčadi koja je osvojila zlatnu medalju na natjecanju FIBA Americas U18. Web stranica Scout.com ga je 2010. godine proglasila drugim najboljim igračem generacije, televizijski kanal ESPNU trećim, a web stranica Rivals.com četvrtim najboljim igračem generacije.

### Sveučilište
Kyrie Irving je 22. listopada 2009. godine otišao na sveučilište Duke, igrati za Duke Blue Devils. Irving je započeo igrati za Duke u sezoni 2010./11. pod vodstvom trenera Mikea Krzyzewskog. Irving je vodio momčad sa 17,4 koša po utakmici, te 52,3% realizacije šuta kroz prvih osam utakmica sezone. Osim toga, imao je 5,1 asistenciju, 3,8 skokova i 1,5 ukradenih lopti po utakmici što ga je brzo počelo graditi za NCAA Novaka godine. U devetoj utakmici u sezoni za Duke, Irving je pretrpio teške ozljede ligamenata u desnom nožnom palcu zbog kojega nije više mogao igrati. Njegova desna noga stavljena je u gips, 10. prosinca 2010. godine. Gips je otklonjen 4. veljače 2011. godine, te je Irving započeo s treninzima. Nadnevka 17. ožujka, dan prije nego što je Duke trebao igrati protiv Hamptona u prvoj rundi NCAA turnira, objavljeno je da će se Irving vratiti u igru 4. prosinca. Najavljeno je da će izaći s klupe i igrati ograničeno minuta. Duke je na kraju izgubio od Arizone. Irving je postigao 28 poena, te se ispostavilo da će to biti njegova zadnja utakmica za Duke.

#### Statistika
| Godina    | Momčad | Odig. uta. | Uta. poč. | Min. | 2P%  | 3P%  | Sl. bac.% | Skok. | Asist. | Ukr. lop. | Blok. | Poena |
| --------- | ------ | ---------- | --------- | ---- | ---- | ---- | --------- | ----- | ------ | --------- | ----- | ----- |
| 2010./11. | Duke   | 11         | 11        | 27.5 | .529 | .462 | .901      | 3.4   | 4.3    | 1.5       | 0.5   | 17.5  |
| Ukupno    |        | 11         | 11        | 27.5 | .529 | .462 | .901      | 3.4   | 4.3    | 1.5       | 0.5   | 17.5  |

## Profesionalna karijera

### Cleveland Cavaliers (2011. – 2017.)

#### Sezona 2011./12.
Kyrie Irving je na NBA Draftu 2011. godine odabran kao prvi izbor od strane Cleveland Cavaliersa. Irving je potpisao ugovor s agentom početkom svibnja 2011. godine. Irving je potpisao ugovor s Cleveland Cavaliersima zajedno sa suigračem Tristanom Thompsonom, 10. prosinca 2011. godine.

### Boston Celtics (2017. - 2019.)
22.8.2017. Irving je dio tradea u kojem on ide u Boston Celticse u zamjenu za Isaiah Thomasa, Ante Žižića, Jae Crowdera i budući pick prve runde od Brooklyn Netsa (Collin Sexton je kasnije izabran) i pick druge runde 2020. godine (Skylar Myas je kasnije izabran).
Irving je tek treći igrač u povijesti franšize Celticsa koji je u svojoj prvoj play off utakmici kao Celtic (uz Isaiaha Thomasa 2015. i Jo Jo Whitea 1972.) imao 20 ili više poena, 5 ili više asistencija i 5 ili više skokova (20-7-5) te je time pomogao Celticsima da pobjede Indiana Pacerse 84-74 u prvoj utakmici serije. U drugoj utakmici serije Irving je zabio 37 poena u pobjedi 99-91. 

### Brooklyn Nets (2019. - danas)
Dana 7. srpnja 2019. Irving je kao slobodan igrač potpisao višegodišnji višemilijunski ugovor za Netse.
Dana 23. listopada 2019. u svojem debiju za Netse zabio je 50 poena uz 8 skokova i 7 asistencija u utakmici koju su Netsi u produžetku izgubili od Minnesota Timberwolvesa, čime je postao prvi igrač u povijesti NBA koji je zabio 50 poena u svojem debiju za novi tim.

## Vanjske poveznice
- Kyrie Irving na Twitteru
- Kyrie Irving - NBA
- Kyrie Irving - NBA Draft
- Kyrie Irving - Rivals
- Kyrie Irving - Scout
- Kyrie  Arhivirana inačica izvorne stranice od 4. listopada 2012. (Wayback Machine) Irving - Basketball Reference  Arhivirana inačica izvorne stranice od 4. listopada 2012. (Wayback Machine)

| Prethodnik John Wall | Prvi izbor NBA drafta NBA Draft 2011. | Nasljednik Anthony Davis |